# سرمای تابشی

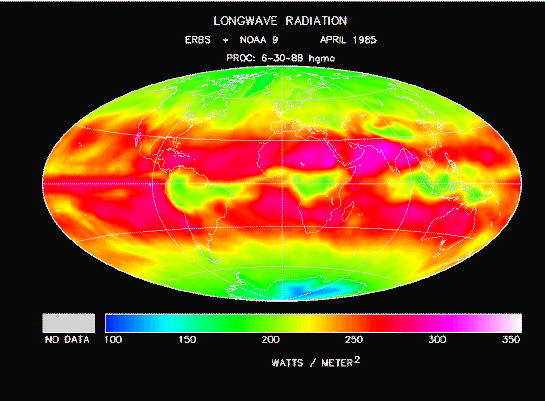
شدت تابش حرارتی موج بلند زمین، از ابرها، اتمسفر و سطح،

سرمای تابشی یا خنک شدن با تابش پرتو؛ (انگلیسی: Radiative cooling)، فرایندی است که یک بدنه یا جسم توسط تابش گرمایی گرما را از دست می‌دهد. برابر قانون پلانک: هر جسمی که دمای مطلق آن صفر نباشد از خود امواج الکترومغناطیسی تابش می‌کند.

## سرمای تابشی زمین

### بودجهٔ انرژی زمین
در مورد سیستم زمین - اتمسفر، سرمای تابشی فرایندی است که در جریان آن، زمین با انتشار پرتو موج بلند (فروسرخ) انرژی موج کوتاه (نور مرئی) جذب شده که توسط خورشید منتشر می‌شود را متعادل می‌سازد.
دقت فرایند کاملی که زمین توسط آن گرما از دست می‌دهد پیچیده‌تر از آن چیزی است که اغلب به تصویر کشیده می‌شود. به‌طور خاص ، انتقال همرفت گرما و انتقال تبخیر گرمای نهان، هر دو در از بین بردن حرارت از سطح و توزیع دوبارهٔ آن در اتمسفر مهم هستند. جا به جایی تابشی خود از اهمیت بالاتری برخوردار است. تنوع روزانه و تفاوت‌های جغرافیایی نیز تصویر را پیچیده‌تر می‌کند.
گردشِ در مقیاس بزرگِ اتمسفر زمین ناشی از اختلاف تابش خورشیدی جذب شده در هر متر مربع است، زیرا خورشید زمین را در مناطق گرمسیری بیشتر گرم می‌کند، و این بیشتر بودن به دلیل عوامل هندسی است. گردش اتمسفری و اقیانوسی بخشی از این انرژی را به عنوان گرمای محسوس و گرمای نهان تا حدی از طریق جریان متوسط و بخشی از طریق جریان‌ها، که به عنوان چرخندهای موجود در اتمسفر شناخته می‌شوند، توزیع می‌کند. بدین ترتیب منطقه‌های استوایی تابش کمتری؛ در مقایسه با حالت نبودن گردش، به فضا منتشر می‌کنند و قطب‌ها بیشتر تابش می‌کنند اما؛ در شرایط مطلق (نبودن گردش‌ها)، مناطق استوایی انرژی بیشتری به فضا تابش می‌کنند.

### سرمای تابشی سطحی شبانه
سرمای تابشی معمولاً در شب‌هایی با آسمان صاف؛ با تابش گرمای سطحی زمین به فضا انجام می‌شود، این تابش سطحی می‌تواند توسط پوست صورت یک ناظر انسانی تجربه شود. این اثر در بین اخترشناسان آماتور بسیار مشهور است و هر ناظری می‌تواند آن را در یک شب بدون ابر روی پوست خود بیازماید. برای احساس این اثر، تفاوت بین نگاه مستقیم به آسمان شب بدون ابر را برای چندین ثانیه، و سپس با قرار دادن یک ورق کاغذ بین صورت و آسمان، می‌توان حس و مقایسه کرد: از آنجا که تابش فضای تاریک بیرون تنها در حدود ۳ کلوین (۲۷۰- سلسیوس) است و تابش ورق کاغذ در حدود ۳۰۰ کلوین (دمای اتاق)، ورق کاغذ گرمای به نسبت بیشتری به صورت فرد ناظر تابش می‌کند. البته این تأثیر توسط اتمسفر اطراف زمین و خصوصاً بخار آب موجود در آن کمرنگ شده‌است، بنابراین دمای ظاهری آسمان زمین بسیار گرمتر از فضای بیرونی است. در اینجا لازم است توجه شود که ورق کاغذ «سرمای آسمان شب را مسدود نمی‌کند»؛ بلکه، ورق گرمایی را که از صورت فرد دریافت می‌کند بازتاب می‌دهد تا دمای آن از حد دمای اتاق تجاوز نکند.